# شربت زغال‌اخته
شربت زغال‌اخته (به ترکی استانبولی: Kızılcık Şerbeti) مجموعهٔ تلویزیونی در ژانر درام ساخت ترکیه و تولید شرکت گلدفیلم است که اولین قسمت آن در تاریخ ۲۸ اکتبر ۲۰۲۲ به کارگردانی هاکان کیروواچ و نویسندگی ملیس سیولک پخش شد. باریش کیلیچ، اوریم آلاسیا، سیلا ترک‌اوغلو، سیبل تاشچی‌اوغلو، مژده اوزمان، دوگوکان گونگور و ستار تانری اویَن در نقش‌های اصلی ایفای نقش می‌کنند. این مجموعه به دلیل شباهت با فرهنگ ایرانی در نقد افکار مذهبی سنتی سخت گیرانه، مورد توجه مخاطبان ایرانی قرار گرفت.

## خلاصۀ داستان
سریالی درخشان و پرطرفدار که با داستانی احساسی و چالش‌برانگیز، به یکی از پیچیده‌ترین واقعیت‌های جامعه امروز ترکیه می‌پردازد: تقابل ارزش‌های سنتی و مدرن در دل یک خانواده. محور داستان، دختری جوان به نام دوعا است که در استانبول و در خانواده‌ای مدرن و سکولار رشد کرده است. مادرش، کیوالجیم، زنی مستقل و مدیر موفق یکی از بهترین دبیرستان‌های شهر، دوعا را با باور به آزادی فردی، استقلال زن و تفکر علمی تربیت کرده و آینده‌اش را در مسیر تحصیل و موفقیت شغلی می‌بیند.
اما دوعا برخلاف انتظارات مادر، عاشق پسری به نام فاتح می‌شود؛ جوانی از خانواده‌ای ثروتمند، مذهبی و به‌شدت پایبند به ارزش‌های سنتی. رابطه آنها در نگاه اول، ترکیبی ناسازگار از دو سبک زندگی متضاد است. مخالفت دو خانواده با این پیوند از همان ابتدا آشکار است، اما بارداری دوعا همه‌چیز را تغییر می‌دهد و زوج جوان را ناگزیر به ازدواج می‌سازد.
این تصمیم، دنیای کیوالجیم را زیر و رو می‌کند. زنی که سال‌ها برای آینده دخترش برنامه‌ریزی کرده، حالا با ازدواجی مواجه شده که آن را اشتباهی غیرقابل جبران می‌داند. از نگاه او، تفاوت‌های فرهنگی و فکری بین دو نفر می‌تواند عشق را فرسوده و زندگی مشترک را ویران کند. برای همین، بی‌وقفه تلاش می‌کند تا دخترش را از ادامه این رابطه منصرف کند.
با شروع زندگی مشترک، دوعا وارد خانواده‌ای می‌شود که قوانین نانوشته و سنت‌های ریشه‌دار، همه‌چیز را در اختیار خود دارند. در خانه‌ی اونال‌ها، مادرشوهر سخت‌گیر او، پمبه‌خانم، و نیلای، عروس بزرگ‌تر خانواده، نقش پررنگی در کنترل فضای خانه دارند. دوعا که با آزادی و استقلال بزرگ شده، حالا باید در خانه‌ای زندگی کند که سبک زندگی‌اش با آنچه تاکنون شناخته، زمین تا آسمان فرق دارد. هم‌زمان، خانواده فاتح نیز نمی‌توانند با رفتارها و دیدگاه‌های مدرن خانواده دوعا کنار بیایند و همین امر، آتش اختلافات را شعله‌ور می‌کند.
در دل این همه کشمکش و تنش، رابطه عاشقانه دوعا و فاتح در معرض آزمایشی سخت قرار می‌گیرد. آیا عشق آن‌قدر قدرتمند است که بتواند فاصله‌ها را پر کند؟ آیا می‌توان میان سنت و مدرنیته، میان تعصب و آزادی، پلی برای فهم و همدلی ساخت؟

## بازیگران و شخصیت‌ها
| بازیگر                | شخصیت           | قسمت‌ها   | توضیحات |
| --------------------- | --------------- | -------- | --- |
| باریش کیلیچ           | عمر اونال       | ۱-       | برادر عبدالله، برادر دوقلوی بکیر، پدر خوانده و عموی مته‌هان، همسر کیویلجیم، عموی مصطفی، نورسما و فاتح                  |
| اوریم آلاسیا          | کیویلجیم ارسلان | ۱-       | دختر سونمز، خواهر بزرگتر آلو، همسر سابق کیهان، مادر دوعا و چیمن، همسر عمر، مادربزرگ جمره.                             |
| سیلا تورک‌اوغلو        | دوعا کورکماز    | ۱-       | همسر فاتح، مادر جمره، خواهر بزرگتر چیمن، دختر کیویلجیم و کایهان، نوه سونمز، خواهرزاده آلو.                            |
| دوغوکان گونگور        | فاتح اونال      | ۱-       | پسر عبدالله و پمبه، همسر دوعا، پدر جمره، برادرزاده عمر و بکیر، برادر مصطفی و نورسما،عموی عبدالله جونیور.              |
| سیبل تاشجی‌اوغلو       | پمبه اونال      | ۹۶-۱     | همسر عبدالله، مادر مصطفی نورسما و فاتح، مادربزرگ جمره و عبدالله جونیور.                                               |
| مژده اوزمان           | آلو ارسلان      | ۶۶-۲     | دختر سونمز، خواهر کیویلجیم، نامزد سابق روزگار، خاله دوعا و چیمن، معشوقه عبدالله.                                      |
| ستار تانریوقن         | عبدالله اونال   | ۵۱-۱     | همسر پمبه، پدر مصطفی نورسما و فاتح، پدربزرگ جمره و عبدالله جونیور، معشوقه آلو، برادر بزرگتر عامر و بکیر، عموی مته‌هان. |
| احمد ممتاز تایلان     | عبدالله اونال   | ۵۳-      | همسر پمبه، پدر مصطفی نورسما و فاتح، پدربزرگ جمره و عبدالله جونیور، معشوقه آلو، برادر بزرگتر عامر و بکیر، عموی مته‌هان. |
| بازیگر                | شخصیت           | قسمت‌ها   | توضیحات |
| سویدان سویداش         | کیهان کورکماز   | ۳-       | همسر لمان، همسر سابق کیویلجیم، پدر دوعا و چیمن، پدربزرگ جمره، نامزد سابق اجم.                                         |
| عالیه اوزون آتاغان    | سونمز ارسلان    | ۱-       | مادر آلو و کیویلجیم، مادربزرگ دوعا و چیمن.                                                                            |
| فیضا جیوِلِک            | نیلای اونال     | ۱-       | همسر مصطفی، مادر عبدالله جونیور، دختر عموی زولکار.                                                                    |
| جرن یالازوغلو کاراکوچ | نورسما اونال    | ۱-       | همسر سابق امید و ابراهیم، دختر عبدالله و پمبه، برادرزاده عمر و بکیر، خواهر مصطفی و فاتح، عمه جمره و عبدالله جونیور.   |
| امره آلتین توپراک     | مصطفی اونال     | ۱-       | پسر عبدالله و پمبه، همسر نیلای، پدر عبدالله جونیور، برادرزاده عمر و بکیر، برادر بزرگتر نورسما و فاتح، عموی جمره.      |
| فرای دریچی            | فاطما           | ۱-٢۴     | دوست کیویلجیم، دختر عموی جان.                                                                                         |
| سلین ترکمن            | چیمن کورکماز    | ۶۶-۱     | دختر کیویلجیم و کیهان، خواهر دوعا، نوه سونمز، خواهز زاده آلِو، خاله جمره.                                              |
| اوزلم چاکار           | سویلای          | ۱-       | خدمتکار خانواده سونمز.                                                                                                |
| اورال اوزر            | جان             | ۱–۱۹     | پسر عموی فاطما، دوست عمر.                                                                                             |
| رحیمجان کاپکاپ        | مته‌هان اونال    | ۱-       | پسر بکیر و لمان، پسر خوانده و برادر زاده عمر، برادرزاده عبدالله، پسر عموی مصطفی، نورسما و فاتح.                       |
| سرکان تینماز          | امید            | ۶۶-۱     | همسر سابق نور سما، دوست آلو.                                                                                          |
| توآنا گیزم اوزونلار   | یلیز            | ۱–۱۱، ۲۴ | دوست دوعا |
| آلارا بوزبی           | اجم             | ۳–۱۱، ۲۴ | نامزد سابق کیهان. |
| مورات تاولی           | احسان           | ۲۹-۳     | برادر بزرگتر نیلای.                                                                                                   |
| سوییم اردوغان         | لمان اونال      | ۱۰-      | همسر کیهان، همسر سابق بکیر و عمر، مادر مته‌هان.                                                                        |
| برکای آکدمیر          | ابراهیم تاشان   | ۳۶-۱۶    | پسر حمدی و ثانیه، همسر سابق نورسما، نامزد سابق مهری.                                                                  |
| ایلکای آکدالی         | حمدی تاشان      | ۳۶-۱۶    | پدر ابراهیم |
| ییغیت کیرازجی         | روزگار          | ۶۶-۳۳    | نامزد سابق آلو |
| کایرا شنوکاک          | ارطغرل          | ۵۵-۳۱    | پدر مهری، شریک عبدالله.                                                                                               |
| بختیار ممیلی          | زولکار          | ۳۰-      | پسر عموی نیلای |
| گیزم یانیک            | مهری            | ۵۵-۳۱    | دختر ارطغرل، نامزد سابق ابراهیم، عاشق مته هان.                                                                        |

## فصل‌ها
| فصل | قسمت‌ها | قسمت‌ها | تاریخ اصلی روی آنتن رفتن | تاریخ اصلی روی آنتن رفتن |
| فصل | قسمت‌ها | قسمت‌ها | اولین بار                | آخرین بار                |
| --- | ------ | ------ | ------------------------ | ------------------------ |
| ۱   | ۱-۲۹   | ۱-۲۹   | ۲۸ اکتبر ۲۰۲۲            | ۹ ژوئن ۲۰۲۳              |
| ۲   | ۳۰-۶۶  | ۳۰-۶۶  | ۱۵ سپتامبر ۲۰۲۳          | ۷ ژوئن ۲۰۲۴              |
| ۳   | ۶۷-۱۰۳ | ۶۷-۱۰۳ | ۱۳ سپتامبر ۲۰۲۴          | ۳۰ مه ۲۰۲۵               |